# Tumang
Tumang is een bestuurslaag in het regentschap Siak van de provincie Riau, Indonesië. Tumang telt 1168 inwoners (volkstelling 2010).